# Al McDonough
Pour les articles homonymes, voir McDonough.
Allison McDonough, dit Al McDonough (né le 6 juin 1950 à St. Catharines, dans la province de l'Ontario au Canada) est un joueur professionnel retraité de hockey sur glace ayant évolué à la position d'ailier droit.

## Carrière
Après avoir inscrit 47 buts en 53 rencontres lors de sa dernière saison junior avec les Black Hawks de St. Catharines de l'Association de hockey de l'Ontario où il obtient également une nomination dans la première équipe d'étoiles de la ligue, Al McDonough se voit être réclamé par les Kings de Los Angeles au deuxième tour du repêchage de 1970 de la Ligue nationale de hockey.
Il devient dès la saison suivante joueur professionnel, rejoignant les Kings pour six rencontres avant de s'aligner pour le reste de la saison avec le club affilié aux Kings dans la Ligue américaine de hockey, les Kings de Springfield. De retour avec Los Angeles pour le début de la saison 1971-1972, il dispute avec ceux-ci 31 rencontres avant d'être échangé aux Penguins de Pittsburgh.
Ayant comme partenaires de trio Syl Apps et Lowell MacDonald, McDonough connait lors de la saison 1972-1973 sa meilleure production en carrière, amassant 35 buts et 76 points en 78 parties. Cette moyenne de près d'un point par rencontre se poursuit la saison suivante et l'ailier obtient alors une invitation à prendre part au Match des étoiles de la LNH.
Échangé quelque temps plus tard aux Flames d'Atlanta avec qui il termine la saison 1973-1974, McDonough décide à l'été suivant de rejoindre la grandissante Association mondiale de hockey où il s'aligne pour les Crusaders de Cleveland durant deux saisons. En 1976, il suit les Crusaders lorsque ceux-ci sont relocalisés et renommés les Fighting Saints du Minnesota.
Il ne reste cependant qu'une saison avec eux avant de revenir à la LNH en 1977 lorsque les Flames d'Atlanta l'échange aux Red Wings de Détroit pour qui il joue 13 rencontres. Cédé par la suite au club-école des Red Wings dans la Ligue centrale de hockey, McDonough dispute le reste de la saison en LCH avant d'annoncer son retrait de la compétition à l'été suivante.

## Statistiques
| Saison     | Équipe                        | Ligue      |     | Saison régulière | Saison régulière | Saison régulière | Saison régulière | Saison régulière |   | Séries éliminatoires | Séries éliminatoires | Séries éliminatoires | Séries éliminatoires | Séries éliminatoires |
| Saison     | Équipe                        | Ligue      | PJ  | B                | A                | Pts              | Pun              | PJ               | B | A                    | Pts                  | Pun                  |                      |                      |
| 1967-1968  | Black Hawks de St. Catharines | AHO        | 49  | 12               | 8                | 20               | 13               | 4                | 1 | 0                    | 1                    | 0                    |                      |                      |
| 1968-1969  | Black Hawks de St. Catharines | AHO        | 54  | 26               | 20               | 46               | 34               | 17               | 5 | 7                    | 12                   | 12                   |                      |                      |
| 1969-1970  | Black Hawks de St. Catharines | AHO        | 53  | 47               | 56               | 103              | 57               | 10               | 4 | 8                    | 12                   | 15                   |                      |                      |
| 1970-1971  | Kings de Los Angeles          | LNH        | 6   | 2                | 1                | 3                | 0                |                  |   |                      |                      |                      |                      |                      |
| 1970-1971  | Kings de Springfield          | LAH        | 65  | 33               | 16               | 49               | 27               | 12               | 1 | 2                    | 3                    | 9                    |                      |                      |
| 1971-1972  | Kings de Los Angeles          | LNH        | 31  | 3                | 2                | 5                | 8                |                  |   |                      |                      |                      |                      |                      |
| 1971-1972  | Penguins de Pittsburgh        | LNH        | 37  | 7                | 11               | 18               | 8                | 4                | 0 | 1                    | 1                    | 0                    |                      |                      |
| 1972-1973  | Penguins de Pittsburgh        | LNH        | 78  | 35               | 41               | 76               | 26               |                  |   |                      |                      |                      |                      |                      |
| 1973-1974  | Penguins de Pittsburgh        | LNH        | 37  | 14               | 22               | 36               | 12               |                  |   |                      |                      |                      |                      |                      |
| 1973-1974  | Flames d'Atlanta              | LNH        | 35  | 10               | 9                | 19               | 15               | 4                | 0 | 0                    | 0                    | 2                    |                      |                      |
| 1974-1975  | Crusaders de Cleveland        | AMH        | 78  | 34               | 30               | 64               | 27               | 5                | 2 | 1                    | 3                    | 2                    |                      |                      |
| 1975-1976  | Crusaders de Cleveland        | AMH        | 80  | 23               | 22               | 45               | 19               | 3                | 1 | 0                    | 1                    | 0                    |                      |                      |
| 1976-1977  | Fighting Saints du Minnesota  | AMH        | 42  | 9                | 21               | 30               | 6                |                  |   |                      |                      |                      |                      |                      |
| 1977-1978  | Red Wings de Détroit          | LNH        | 13  | 2                | 2                | 4                | 4                |                  |   |                      |                      |                      |                      |                      |
| 1977-1978  | Red Wings de Kansas Ciy       | LCH        | 52  | 18               | 24               | 42               | 14               |                  |   |                      |                      |                      |                      |                      |
| Totaux AMH | Totaux AMH                    | Totaux AMH | 200 | 66               | 73               | 139              | 52               | 8                | 3 | 1                    | 4                    | 4                    |                      |                      |
| Totaux LNH | Totaux LNH                    | Totaux LNH | 237 | 73               | 88               | 161              | 73               | 8                | 0 | 1                    | 1                    | 2                    |                      |                      |

## Honneurs et trophées
- Association de hockey de l'Ontario
  - Nommé dans la première équipe d'étoiles de la ligue en 1970.
- Ligue nationale de hockey
  - Invité au Match des étoiles de la LNH en 1974.

## Transactions en carrière
- Repêchage 1970 : réclamé par les Kings de Los Angeles (1er choix de l'équipe[4], 24e au total).
- 11 janvier 1972 : échangé par les Kings aux Penguins de Pittsburgh en retour de Bob Woytowich.
- 12 février 1972 : réclamé par les Broncos de Calgary lors du repêchage générale de l'Association mondiale de hockey.
- 4 janvier 1974 : échangé par les Penguins aux Flames d'Atlanta en retour de Chuck Arnason et Bob Paradise.
- juillet 1976 : transféré aux Fighting Saints du Minnesota lors de la relocalisation des Crusaders de Cleveland.
- août 1977 : échangé par les Flames aux Red Wings de Détroit en retour de considération future.